# Skeet Ulrich
Bryan Ray Trout alias Skeet Ulrich (Lynchburg, 20 januari 1970) is een Amerikaans acteur. De naam waarmee hij op de aftiteling van films staat, is een samenstelling van de bijnaam die hij als jeugdig honkballertje kreeg ('Skeeter') en de achternaam van zijn eerste stiefvader, voormalig NASCAR-coureur D. K. Ulrich. Hij werd in 1997 genomineerd voor een Saturn Award voor zijn rol als Billy Loomis in Scream.
Ulrich maakte zijn officiële film- en daarmee acteerdebuut in 1989 in de komedie Weekend at Bernie's. Zijn aandeel daarin was niettemin niet meer dan figurant. Na ook nog een naamloze verschijning in Teenage Mutant Ninja Turtles en gespeeld te hebben in een CBS Schoolbreak Special, kreeg Ulrich in 1996 voor het eerst een echte rol als Chris Hooker in de bovennatuurlijke tienerthriller The Craft. Sindsdien bouwde hij zijn cv uit tot meer dan vijftien filmrollen.
Ulrich verscheen in 2003 voor het eerst in een televisieserie. Zijn rol als Paul Callan in Miracles duurde dertien afleveringen, omdat toen de serie werd stopgezet. Met zijn hoofdrol als Jake Green in Jericho had hij meer geluk. Deze serie liep 29 afleveringen en werd genomineerd voor onder meer twee Saturn Awards.
Ulrich trouwde in 1997 met de Engelse actrice Georgina Cates, met wie hij datzelfde jaar in A Soldier's Sweetheart speelde. Samen kregen ze in 2001 zoon Jakob Dylan en dochter Naiia Rose, een tweeling. Het huwelijk liep in 2005 definitief stuk.

## Filmografie
- Bibsys: 6086536
- Biblioteca Nacional de España: XX1298533
- Bibliothèque nationale de France: cb140269273 (data)
- Gemeinsame Normdatei: 136320503
- International Standard Name Identifier: 0000 0000 7823 7762
- Library of Congress Control Number: no98014518
- Nationale Bibliotheek van Israël: 987007424160805171
- Nederlandse Thesaurus van Auteursnamen: 212696327
- Système universitaire de documentation: 076630692
- Virtual International Authority File: 71592049
- WorldCat: E39PBJgRRK99374mxyXpbbXfMP